# 4070 Rozov
4070 Rozov este un asteroid din centura principală, descoperit pe 8 septembrie 1980, de Liudmila Juravliova.